# تيد بيكيت
تيد بيكيت (بالإنجليزية: Ted Beckett)‏ هو لاعب كرة قدم أمريكية أمريكي، ولد في 15 فبراير 1907، وتوفي في 1 يونيو 1978 في رينو في الولايات المتحدة.